# Bathymedon roquedo
Bathymedon roquedo är en kräftdjursart som beskrevs av J. L. Barnard 1962. Bathymedon roquedo ingår i släktet Bathymedon och familjen Oedicerotidae. Inga underarter finns listade i Catalogue of Life.